# Ose (roman)
Pour les articles homonymes, voir Ose (homonymie).
Ose (titre original : Dare) est un roman de science-fiction de l'écrivain américain Philip José Farmer paru en 1965 aux États-Unis puis en 1970 en France.
Comme dans Les Amants étrangers, ce livre décrit une relation amoureuse d'ordre sexuel entre un humain et une extraterrestre.

## Résumé
L'histoire principale suit l'humain Jack Cage et l'horstel R'li à travers le monde de Ose et la guerre qui a lieu.
Dans le passé, une race supérieure extraterrestre a enlevé de la planète Terre différentes populations de races et religions diverses pour les installer sur une planète. Les descendants de ces Terriens l'ont nommée Ose. Ils sont organisés en cités, pareils à des États, et vivent principalement de l'agriculture.
La planète Ose est exempte de métal, mais n'est pas vierge, les Terriens doivent la partager avec d'autres espèces :
- les horstels : des êtres semblables aux humains possédant une longue crinière qui prolonge leur chevelure le long de la colonne vertébrale et se termine en une queue de cheval qui tombe sur leurs reins. Les horstels vivent nus et sont considérés comme des animaux par les humains. Les relations amoureuses ou sexuelles entre un humain et un horstel sont punies de mort par le clergé. Les horstels sont organisés en communautés pacifiques, ont leur propre langue (mais parlent également la langue humaine). Ils vivent dans des cadmus, sortes d'entités vivantes enterrées dans le sol dont seules des cornes dépassent. Ils aident les hommes dans leur travail de la terre grâce à leur pouvoir.
- les Dragons.
- les Licornes:  de petites tailles, elles remplacent les chevaux qui n'existent pas sur Ose. Les humains les mangent également.
- les Mandragores.
- les Loups-garous.

## Éditions
- Ose, Robert Laffont, Ailleurs et Demain, 1970
- Ose, J'ai lu, 1975